# San Francisco 49ers
A San Francisco 49ers amerikaifutball-csapat az Amerikai Egyesült Államokban, a kaliforniai San Franciscóban, amely az NFL NFC konferenciájának nyugati csoportjában játszik.

## Története
A csapatot egy faiparban érdekelt üzletember, Tony Morabito és három társa alapította 1944 nyarán, és az akkor alakuló All-America Football Conference (AAFC) égisze alatt kezdte meg működését. A 49ers (49-esek) név választásával az 1849-es aranyláz idején a környékre érkező emberek bátorságára kívántak emlékezni. Az AAFC fennállása négy évében a franchise a liga egyik élcsapata volt, összesített mutatója 39–15–2 volt, amivel a Browns után a második legjobbak voltak. 1949-ben a rájátszásba is bejutottak, ahol az első mérkőzést nyerték a New York Yankees ellen, a bajnoki döntőben pedig kikaptak a Cleveland Brownstól.
A jó eredmények okán – az AAFC megszűnése után, 1950-ben – elfogadták a jelentkezését az NFL-be, és a nemzeti konferenciába sorolták őket. Kiváló játékosai voltak, ennek ellenére csak 1957-ben jutottak be a rájátszásba, de ott balszerencsével vesztettek: már 27–7-re vezettek, ezt követően azonban semmi nem jött be nekik, ellentétben az ellenféllel, akik sorozatban 24 pontot tudtak elérni. A 49ers ezután hosszú ideig csak közepes szereplést produkált, de mérkőzéseiken komoly újításként bevezették a ma is eredményesen alkalmazott „shotgun” formációt, az 1968-ban szerződtetett Dick Nolan találmányát. Részben az új felállás segítségével 1970-ben megnyerték a divíziójukat (10–3), és a rájátszásban a Minnesota Vikings legyőzése után csak a főcsoportdöntőben kaptak ki a Dallas Cowboystól, 17–10-re. A csapat 1971-ben új stadionba, a ma is használt Candlestick Parkba költözött, és ebben az idényben is megismételték előző évi eredményüket, a konferencia döntőjében megint a Cowboys állította meg őket (3–14). 1972-ben ugyanez volt a helyzet, csak az eredmény változott (49ers–Cowboys: 28–30).
Sorozatban gyenge évek következtek. 1977-ben Edward J. DeBartolo Jr. lett az új tulajdonos, aki nagy csapatot kívánt építeni. 1979-ben Bill Walsh vezetőedzőt szerződtették, a drafton (játékosbörze) pedig megszerezték Joe Montanát. Az új játékstílusban a rövidpasszos játék játszotta a vezető szerepet, ami Montanával remekül működött. A tervszerű építkezés jegyében az 1981-es drafton a védelmet is megerősítették. És ebben a szezonban a gárda már szárnyalt: 13-3-ra hozták az alapszakaszt, a rájátszásban pedig megnyerték a New York Giants (38–24) és a Dallas Cowboys (28–27) elleni mérkőzéseket, és készülhettek a Super Bowlra. Az 1982. január 24-én, a michigani Pontiacban lejátszott szuperdöntőre 81 270 néző volt kíváncsi, az amerikai himnuszt Diana Ross énekelte. Az ellenfél az AFC bajnoka, a Cincinnati Bengals volt. Az izgalmas mérkőzésen a San Francisco az első félidőben már 20–0-ra vezetett, de a második félidőt a Bengals nyerte 21–6-ra, így alakult ki a szorosnak számító 26–21-es végeredmény, és a San Francisco 49ers világbajnok lett. A mérkőzés legértékesebb játékosa Joe Montana, az év edzője pedig Bill Walsh lett. Ebből a csapatból a későbbiekben a Hall of Fame tagja lett Bill Walsh, Fred Dean, Ronnie Lott és Joe Montana.
Az ezt követő 17 évben a csapat mindössze kétszer maradt le a rájátszásról, 12-szer nyerték meg a csoportjukat, négyszer jutottak be a Super Bowlba, és mind a négyet meg is nyerték. Az 1984-es szezon végén, a 19. Super Bowlon a Miami Dolphins volt az ellenfél. A nagydöntőn a 49ers 38–16-ra győzött, és ismét Montana lett az MVP. Az 1988-as szezon nagydöntőjében a Cincinnati Bengalst verték meg 20–16-ra, Jerry Rice wide receiver lett a mérkőzés legjobbja. A következő idény végén is a 49ers ünnepelhetett: a szuperdöntőben a Denver Broncos volt az ellenfél, és a San Francisco fölényes, 55–10 arányú győzelmet aratott. Ezúttal újra Joe Montanát választották a döntő legértékesebb játékosának. A következő Super Bowl az 1994-es szezon végén jött el a 49ers számára. Az 1995. január 29-én, Miamiban megrendezett mérkőzésen a San Diego Chargers volt az ellenfél, a végeredmény 49–26 volt a San Francisco 49ers javára, és ezzel ötödször lettek világbajnokok. A döntő legjobbja Steve Young, a 49ers irányítója lett.
1995-től 2002-ig az előzőekhez képest szerényebb sikereket hozott: „csak” hatszor jutottak be a playoff körbe, de onnan egy esetben sem sikerült továbbjutniuk. 2003-mal azonban egy kifejezetten gyenge sorozat következett, 2010-ig folyamatosan negatív mutatókat értek el, csak a 2009-es szezonban voltak képesek egy 8–8-as állást kiharcolni. A 2011-es idény reményteljesebben alakult, a Jim Harbaugh vezetőedző által irányított gárda végre bejutott a rájátszásba, ott az első meccsét meg is nyerte a New Orleans Saints ellen (36–32), a konferencia bajnoki döntőt is csak hosszabbításban vesztették el a New York Giantsszal szemben (20–17). A javuló játék és az eredményesség azonban szembetűnő volt, és Jim Harbaugh vezetőedzőt az év edzőjévé választották.